# 500 kilomètres de Magny-Cours 1992
Navigation
Édition précédente
Les 500 kilomètres de Magny-Cours 1992, disputées le 18 octobre 1992 sur le Circuit de Nevers Magny-Cours ont été la sixième et dernière manche du Championnat du monde des voitures de sport 1992. Ce fut aussi la dernière course du championnat du monde des voitures de sport, né en 1953, avant sa "renaissance" sous le nom de "championnat du monde d'endurance" en 2012.

## La course

### Classement de la course
Voici le classement officiel au terme de la course,.
- Les premiers de chaque catégorie du championnat du monde sont signalés par un fond jaune.
- Pour la colonne Pneus, il faut passer le curseur au-dessus du modèle pour connaître le manufacturier de pneumatiques.
- Les voitures ne réussissant pas à parcourir 90% de la distance du gagnant sont non classées (NC).

| Pos | Classe  | no | Écurie                  | Pilotes                                           | Châssis                    | Pneus | Tours | Temps               |
| Pos | Classe  | no | Écurie                  | Pilotes                                           | Moteur                     | Pneus | Tours | Temps               |
| --- | ------- | -- | ----------------------- | ------------------------------------------------- | -------------------------- | ----- | ----- | ------------------- |
| 1   | C1      | 2  | Peugeot Talbot Sport    | Mauro Baldi Philippe Alliot                       | Peugeot 905 Evo 1B         | M     | 118   | 2 h 44 min 19 s 617 |
| 1   | C1      | 2  | Peugeot Talbot Sport    | Mauro Baldi Philippe Alliot                       | Peugeot SA35 3.5L V10      | M     | 118   | 2 h 44 min 19 s 617 |
| 2   | C1      | 71 | Peugeot Talbot Sport    | Christophe Bouchut Éric Hélary                    | Peugeot 905 Evo 1B         | M     | 116   | + 2 Tours           |
| 2   | C1      | 71 | Peugeot Talbot Sport    | Christophe Bouchut Éric Hélary                    | Peugeot SA35 3.5L V10      | M     | 116   | + 2 Tours           |
| 3   | C1      | 7  | Toyota Team Tom's       | Geoff Lees Jan Lammers                            | Toyota TS010               | G     | 114   | + 4 Tours           |
| 3   | C1      | 7  | Toyota Team Tom's       | Geoff Lees Jan Lammers                            | Toyota RV10 3.5L V10       | G     | 114   | + 4 Tours           |
| 4   | C1      | 8  | Toyota Team Tom's       | Andy Wallace David Brabham                        | Toyota TS010               | G     | 113   | + 5 Tours           |
| 4   | C1      | 8  | Toyota Team Tom's       | Andy Wallace David Brabham                        | Toyota RV10 3.5L V10       | G     | 113   | + 5 Tours           |
| 5   | C1      | 1  | Peugeot Talbot Sport    | Derek Warwick Yannick Dalmas                      | Peugeot 905 Evo 1B         | G     | 113   | + 5 Tours           |
| 5   | C1      | 1  | Peugeot Talbot Sport    | Derek Warwick Yannick Dalmas                      | Peugeot SA35 3.5L V10      | G     | 113   | + 5 Tours           |
| 6   | C1      | 5  | Mazdaspeed              | Maurizio Sandro Sala Alex Caffi                   | Mazda MXR-01               | M     | 107   | + 11 Tours          |
| 6   | C1      | 5  | Mazdaspeed              | Maurizio Sandro Sala Alex Caffi                   | Mazda (Judd) MV10 3.5L V10 | M     | 107   | + 11 Tours          |
| 7   | FIA Cup | 22 | Chamberlain Engineering | Ferdinand de Lesseps Nick Adams                   | Spice SE89C                | G     | 98    | + 20 Tours          |
| 7   | FIA Cup | 22 | Chamberlain Engineering | Ferdinand de Lesseps Nick Adams                   | Ford Cosworth DFZ 3.5L V8  | G     | 98    | + 20 Tours          |
| 8   | FIA Cup | 29 | Team S.C.I.             | Ranieri Randaccio Stefano Sebastiani "Stingbrace" | Spice SE90C                | G     | 93    | + 25 Tours          |
| 8   | FIA Cup | 29 | Team S.C.I.             | Ranieri Randaccio Stefano Sebastiani "Stingbrace" | Ford Cosworth DFR 3.5L V8  | G     | 93    | + 25 Tours          |

## Pole position et record du tour
- Pole position :  Philippe Alliot (#2 Peugeot Talbot Sport) en 1 min 16 s 415
- Meilleur tour en course :  Philippe Alliot (#2 Peugeot Talbot Sport) et  Yannick Dalmas (#1 Peugeot Talbot Sport) en 1 min 20 s 346

## À noter
- Longueur du circuit : 4,250 km
- Distance parcourue par les vainqueurs : 501,500 km